# فویر

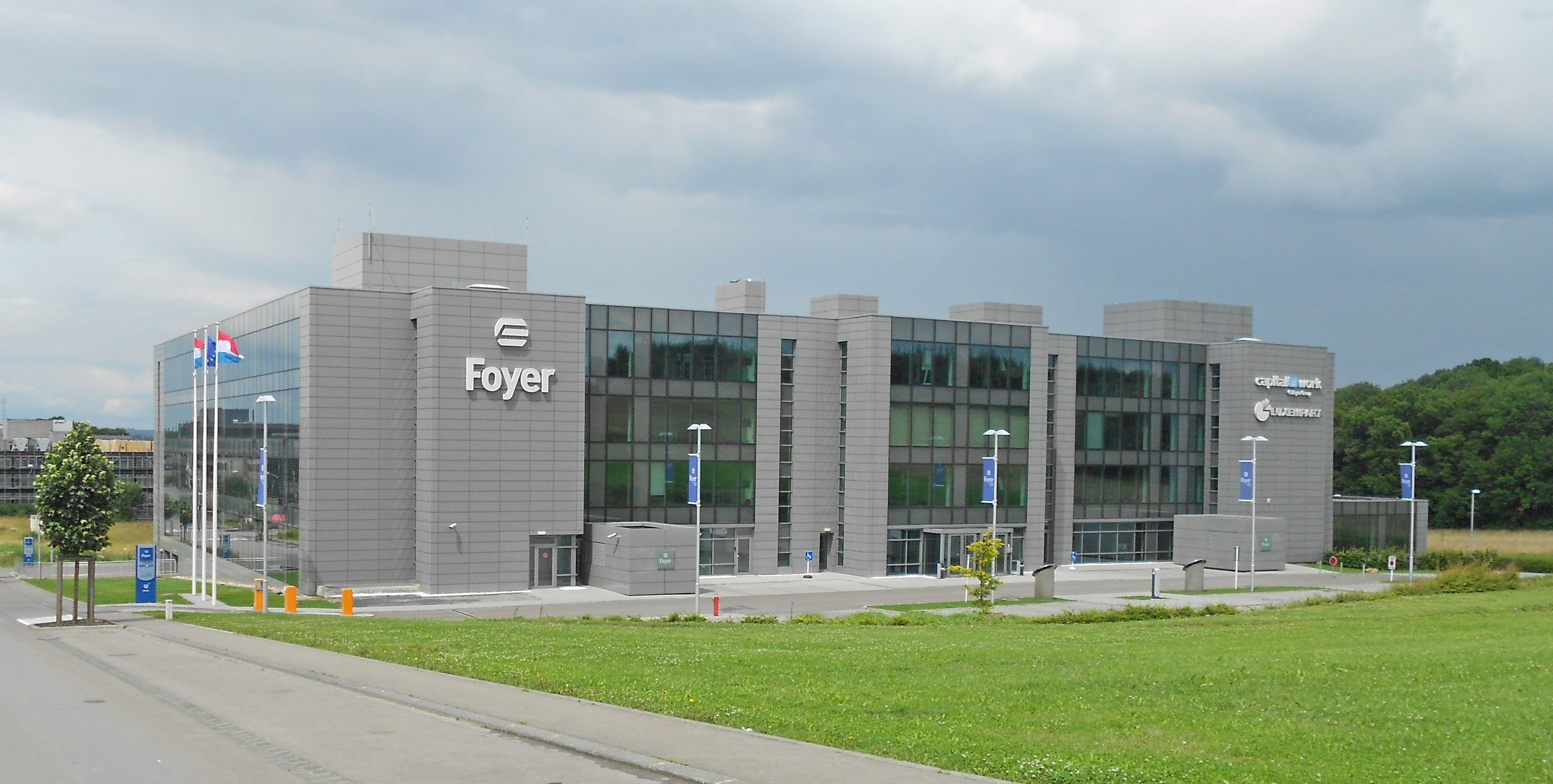
ساختمان اداری فویر، در لودلانژ

فویر (به انگلیسی: Foyer) شرکت بیمه لوکزامبورگی است، که طیف گسترده‌ای از خدمات بیمه را ارائه می‌کند. خدمات شرکت فویر شامل: بیمه عمر، بیمه ماشین، بیمه مسکن، بیمه خدمات درمانی، بیمه‌های مسافرتی، انواع خدمات پس‌انداز و انواع مختلف خدمات مربوط به بیمه شرکت‌های بزرگ را تحت پوشش قرار می‌دهد.
بخشی از سهام این شرکت در بازارهای بورس اوراق بهادار لوکزامبورگ و بورس یورونکست دادوستد می‌شود. دفتر مرکزی شرکت فویر در شهر لودلانژ، لوکزامبورگ قرار دارد.